# وائل علاء
وائل علاء (3 أكتوبر 1976 -), ممثل مصري.

## حياته ونشأته
ظهر في الاعلانات على التلفزيون المصري فجذب الانظار، اتجه بعدها للتمثيل في السيت كوم وحقق نجاحا فيها، يملك موهبة وحضورا مميزا، يؤهله للمنافسة في مجال الكوميديا .

## أعماله

### الأفلام
- رامي الاعتصامي (2008).
- الزمهلوية (2008).
- آخر كلام (2008).
- الدادة دودي (2008).
- كباريه (2008).
- آسف على الإزعاج (2008).
- جدو حبيبي (2012).
- حظ سعيد (2012).

### مسلسلات
- الدالي (ج1) (2007).
- ليل الثعالب (2008).
- أولاد الحلال (2009).
- دي-تيوب (2009) مسلسل كويتي .
- نونة المأذونة (2011).
- مكتوب على الجبين (2011).
- أخت تريز (2012).

#### مسلسلات سيت كوم
- راجل وست ستات (ج2+ج3+ج4+ج5) (2007).
- تامر وشوقية (ج1) (2007).
- تشينو كافيه (2008).
- ترانزيت (2008).
- العيادة (ج2) (2009).
- سمير و عيلته الكتير (2009).
- الاخوه كرامه عوف (2009).
- مش فريندز (2010).
- جوز ماما (ج1) (2010).
- 30 ليلة وليلة (2018)

### مسرحيات
- الباشا في الفلاشة:2016

### برامج
- كوميدى كلوب
- توك شو

## روابط خارجية
- وائل علاء على موقع الدهليز
- وائل علاء على موقع قاعدة بيانات الأفلام العربية